# Bactérie non mobile
 (avril 2018).
Si vous disposez d'ouvrages ou d'articles de référence ou si vous connaissez des sites web de qualité traitant du thème abordé ici, merci de compléter l'article en donnant les références utiles à sa vérifiabilité et en les liant à la section « Notes et références ».

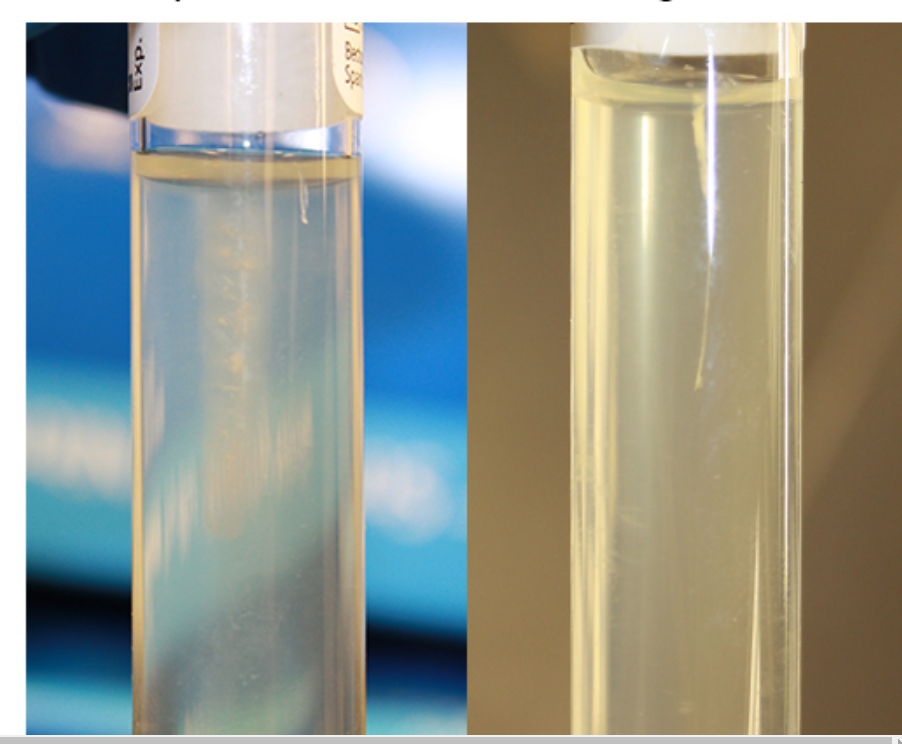
bactéries non mobiles

Les bactéries non mobiles sont des bactéries qui n'ont ni la capacité, ni la structure leur permettant de se déplacer dans leur environnement. Lorsque des bactéries non mobiles sont cultivées dans un tube à essai avec de l'agar-agar, elles ne se propagent pas. Les coliformes et streptocoques sont des exemples de bactéries non mobiles, tout comme les bactéries du genre Klebsiella pneumoniae, Shigella et Yersinia pestis.
La motilité est un caractère utilisé dans l'identification des bactéries, et dépend du nombre et de la position des flagelles,, : les bactéries munies d'un seul flagelle polaire sont à ciliature monotriche, celles avec une touffe de flagelles polaires sont à ciliature lophotriche, celles avec un flagelle à chaque pôle sont à ciliature amphitriche, et celles avec des flagelles entourant la bactérie sont à ciliature péritriche. Les bactéries de type spirochète sont une exception : elles possèdent des flagelles internes dénommés filaments axiaux.
Bien que le manque de mobilité puisse sembler être un inconvénient, certaines bactéries non mobiles sont capables de former des structures qui leur permettent de fixer solidement les cellules eucaryotes, comme par exemple les cellules de la muqueuse gastro-intestinale. Les entérocoques résistants à la vancomycine ne sont pas mobiles, contrairement aux entérocoques sensibles à la vancomycine.[réf. nécessaire]
La motilité est déterminée par l'utilisation d'un milieu de culture de motilité. Les ingrédients incluent un bouillon nutritif en poudre, du sel et de l'eau distillée. Un inoculateur effilé (et non pas en forme de boucle) est utilisé pour insérer l'échantillon bactérien. L'aiguille est insérée dans le support à 2.54 cm. Le tube est incubé à 30 °C et non pas à 37 °C car certaines souches bactériennes sont mobiles à 37 °C mais pas à 25-30 °C. Les bactéries qui sont mobiles grandissent vers les côtés et en bas du tube. La croissance doit alors être observée dans les 24 à 48 heures.